# Just Be: Remixed
Just Be: Remixed es el cuarto álbum en solitario y el primer álbum de remix del productor de trance DJ Tiësto. Las canciones de este álbum, lanzado el 7 de febrero de 2006, son los remixes de las pistas de su álbum de estudio Just Be.
El álbum contiene los remixes de nueve de las doce pistas de Just Be. Las tres pistas excluidas son «Forever Today», «Sweet Misery» y «Walking on Clouds». 
El álbum fue lanzado en exclusiva para el iTunes Music Store; razón por la cual no se encuentra disponible para su venta física. Para incrementar la disponibilidad del álbum, Black Hole Recordings ha colocado el álbum en su website, en la tienda de descargas digitales de Nettwerk y en la tienda de Napster con la posibilidad de compra para su descarga digital. El álbum se encuentra compuesto de dos discos, a pesar de su indisponibilidad física.

## Lista de canciones
| Disco 1 |                                           |          |  |
| N.º     | Título                                    | Duración |  |
| 1.      | «Love Comes Again» (Mark Norman Remix)    | 7:22     |  |
| 2.      | «Traffic» (Max Walder Remix)              | 7:34     |  |
| 3.      | «Traffic» (DJ Montana 12" Edit)           | 7:49     |  |
| 4.      | «Nyana» (T4L Remix)                       | 8:17     |  |
| 5.      | «UR» (Junkie XL Air Guitar Remix)         | 12:36    |  |
| 6.      | «UR» (Leama & Moor Remix)                 | 10:14    |  |
| 7.      | «A Tear In The Open» (Leama & Moor Remix) | 9:56     |  |

| Disco 2 |                                                 |          |  |
| N.º     | Título                                          | Duración |  |
| 8.      | «Just Be» (Antillas Club Mix)                   | 9:51     |  |
| 9.      | «Just Be» (Antillaz Dub Mix)                    | 9:21     |  |
| 10.     | «Just Be» (514 Remix)                           | 8:51     |  |
| 11.     | «Just Be» (Wally López La Factoría Vocal Remix) | 9:01     |  |
| 12.     | «Adagio for Strings» (Danjo & Styles Remix)     | 11:25    |  |
| 13.     | «Adagio for Strings» (Phynn Remix)              | 8:21     |  |
| 14.     | «Adagio for Strings» (Fred Baker Remix)         | 7:11     |  |